# Jan Schlaudraff
Jan Schlaudraff (født 18. juli 1983 i Waldbröl, Vesttyskland) er en tysk fodboldspiller, der spiller som angriber. Han har gennem karrieren spillet for blandt andet Hannover 96, Bayern München, Borussia Mönchengladbach og Alemannia Aachen. Med Bayern München vandt han i 2008 både Bundesligaen og DFB-Pokalen.

## Landshold
Schlaudraff står (pr. april 2018) noteret for tre kampe for Tysklands landshold, som han debuterede for i oktober 2006 i en venskabskamp mod Georgien. 

## Titler
Bundesligaen
- 2008 med Bayern München

DFB-Pokal
- 2008 med Bayern München